# 瓦伊塔帕利亞納山脈
瓦伊塔帕利亞納山脈（Huaytapallana mountain range）是秘魯的山脈，位於萬卡約東北22公里，屬於安第斯山脈的一部分，全長17公里，最高點海拔高度5,557米，每年平均降雨量773毫米。